# Josepa de Leuchtenberg
Josepa de Leuchtenberg   (Milà, 14 de març de 1807 - palau reial d'Estocolm, 7 de juny de 1876) va ser reina consort de Suècia i Noruega pel seu matrimoni amb el rei Òscar I de Suècia i Noruega, duquessa de Leuchtenberg. Son pare va rebre el títol de «duc de Leuchtenberg» el 1817. La família era benestant per la indemnització que va rebre després de ser desnonat del virregnat i les seves possessions a Italià al Congrés de Viena.

## Biografia
Va nàixer a Milà el dia 14 de març de 1807, filla del príncep Eugeni de Beauharnais i de la princesa Augusta de Baviera. Al bateig va rebre els noms de Josefina Maximiliana Eugènia Napoleona: el primer nom de Josefina, en honor de la seva àvia Josefina de Beauharnais (1763-1814) i el darrere de l'avi, Napoleó Bonaparte. Per via materna era neta del rei Maximilià I de Baviera i de la princesa Maria de Hessen-Darmstadt.
Els Leuchtenberg foren els únics membres del cercle de la reialesa creat per Napoleó que no va tornar amb les mans buides del Congrés de Viena de 1815. Durant el govern bonapartista, Eugeni havia esdevingut virrei d'Itàlia i formava part del cercle més reduït dels Bonaparte.
Josefina es casà el 22 de maig de l'any 1823 a Múnic per delegació amb el príncep hereu i posterior rei Òscar I de Suècia i posteriorment a la Catedral d'Estocolm es ratificà el matrimoni. Van tenir cinc fills:
- Carles XV de Suècia, (1826-1872). Es casà amb la princesa Lluïsa dels Països Baixos.
- Gustau de Suècia, (1827-1857.
- Òscar II de Suècia, (1829-1907). Es casà amb la princesa Sofia de Nassau.
- Eugènia de Suècia (1830-1889)
- August de Suècia, duc de Dalecarlia, (1831-1873). Es casà amb Teresa de Saxònia-Altenburg.

A través de la seva mare i de la casa reial de Baviera, Josefina era descendent del rei Gustau I de Suècia i d'una princesa sueca germana de Carles X de Suècia. La Josefina va donar legitimitat històrica a la recent dinastia dels Bernadotte que va aliar dinàsticament amb els Vasa, reis de Suècia durant l'edat mitjana.
Pocs dies després d'arribar a Suècia, va perdre els noms que la vinculaven amb la nissaga dels Bonaparte. Malgrat tot, Josefina aporta com a dot una magnífica col·lecció de joies entre les quals destaquen peces encara avui en posició de la Casa Reial de Suècia, de Dinamarca i de Noruega, com ara la Tiara Leuchtenberg o la Tiara d'Esmeraldes Leuchtenberg.
La fe catòlica de Josefina va ser forta durant tota la seva vida. Després del naixement del príncep hereu Karl, segons Lundebeck (1943), el consistori li va demanar que participés en una reunió de l'església protestant a Storkyrkan, una petició que el rei Karl Johan havia concedit. La cerimònia va implicar, entre altres coses, que Josefina s'havia d'agenollar davant l'arquebisbeel que hauria concedit amb la major reticència.